# St-Léger (Alise-Sainte-Reine)

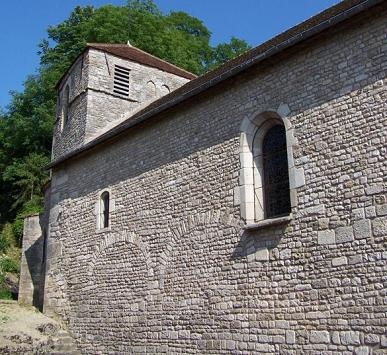
Alise-Sainte-Reine

Saint-Léger in Alise-Sainte-Reine (Département Côte-d’Or) zu Füßen des keltischen Oppidums Alesia ist eine der ältesten romanischen Kirchen in Burgund.

## Architektur
Der Bau war ursprünglich eine dreischiffige flachgedeckte Basilika mit Chorturm und Apsis. Die Seitenschiffe sind verloren gegangen und die Arkaden vermauert, so dass nur noch ein einschiffiger Saal erhalten blieb. Die Südwand des Kirchenschiffs datiert im Kern in merowingische Zeit (7. Jahrhundert), während die Nordwand aus karolingischer Epoche stammt. Der Turm stammt aus dem 12. Jahrhundert (die merowingisch-karolingische Anlage war ursprünglich turmlos). 1866 wurde ein weiterer schiefergedeckter Glockenturm errichtet, der jedoch 1991 verfallen war und abgetragen werden musste.

## Baugeschichte
Die Kirche wurde vor 720 erbaut. Sie wurde während der normannischen Invasionen niedergebrannt und im 9. oder 10. Jahrhundert zur Hälfte wieder aufgebaut. Eine Inschrift von 1780, die über der Tür angebracht ist, belegt Wiederherstellungsarbeiten am Gebäude.

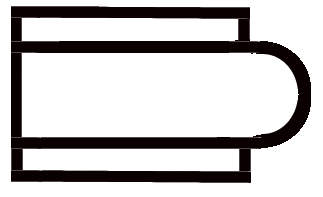
Schema einer querhauslosen Basilika

Der Grundriss ist derjenige der alten christlichen Basiliken: ein Kirchenschiff mit einer flachen Holzdecke, eine Apsis, flankiert von zwei Apsidiolen. Diese enthielten im Süden das seinerzeitige Baptisterium und im Norden eine Sakristei mit den liturgischen Geräten. Das nördliche Absidiol mit seinen 2 m dicken Mauern ist wahrscheinlich der älteste Teil der heutigen Kirche. Vom südlichen Absidiol sind nur noch wenige Reste an der Außenwand sichtbar. Die Apsis selbst und die Südfassade wurden nach einem Brand in Folge der normannischen Invasionen wieder aufgebaut.

## Geschichte des Gebäudes
Im Jahr 1965 wurde die Kirche aus Spendenmitteln restauriert. Ein neuer Altar wurde errichtet und eine elektrische Heizung eingebaut. Der alte Glockenturm aus dem 12. Jahrhundert wurde restauriert und instand gesetzt.